# قضاء الأزرق
قضاء الأزرق قضاء يقع في لواء قصبة الزرقاء، محافظة الزرقاء في الأردن. ينتمي القضاء للواء قصبة الزرقاء الذي يضم 4 أقضية. يقدر عدد سكانه بـ 51997 نسمة حسب إحصاء 2015.

## الوصلات الخارجية
- دائرة الاحصاءات العامة